# Myrcia zetekiana
Myrcia zetekiana är en myrtenväxtart som först beskrevs av Paul Carpenter Standley, och fick sitt nu gällande namn av Bruce K. Holst. Myrcia zetekiana ingår i släktet Myrcia och familjen myrtenväxter. Inga underarter finns listade i Catalogue of Life.